# Ognon (affluent de la Saône)
Pour les articles homonymes, voir Ognon (homonymie).
L'Ognon est une rivière située dans l’est de la France en région Bourgogne-Franche-Comté, dans les départements de la Haute-Saône, du Doubs, du Jura et de la Côte-d'Or.
Il est un affluent gauche de la Saône et donc un sous-affluent du Rhône.

## Étymologie

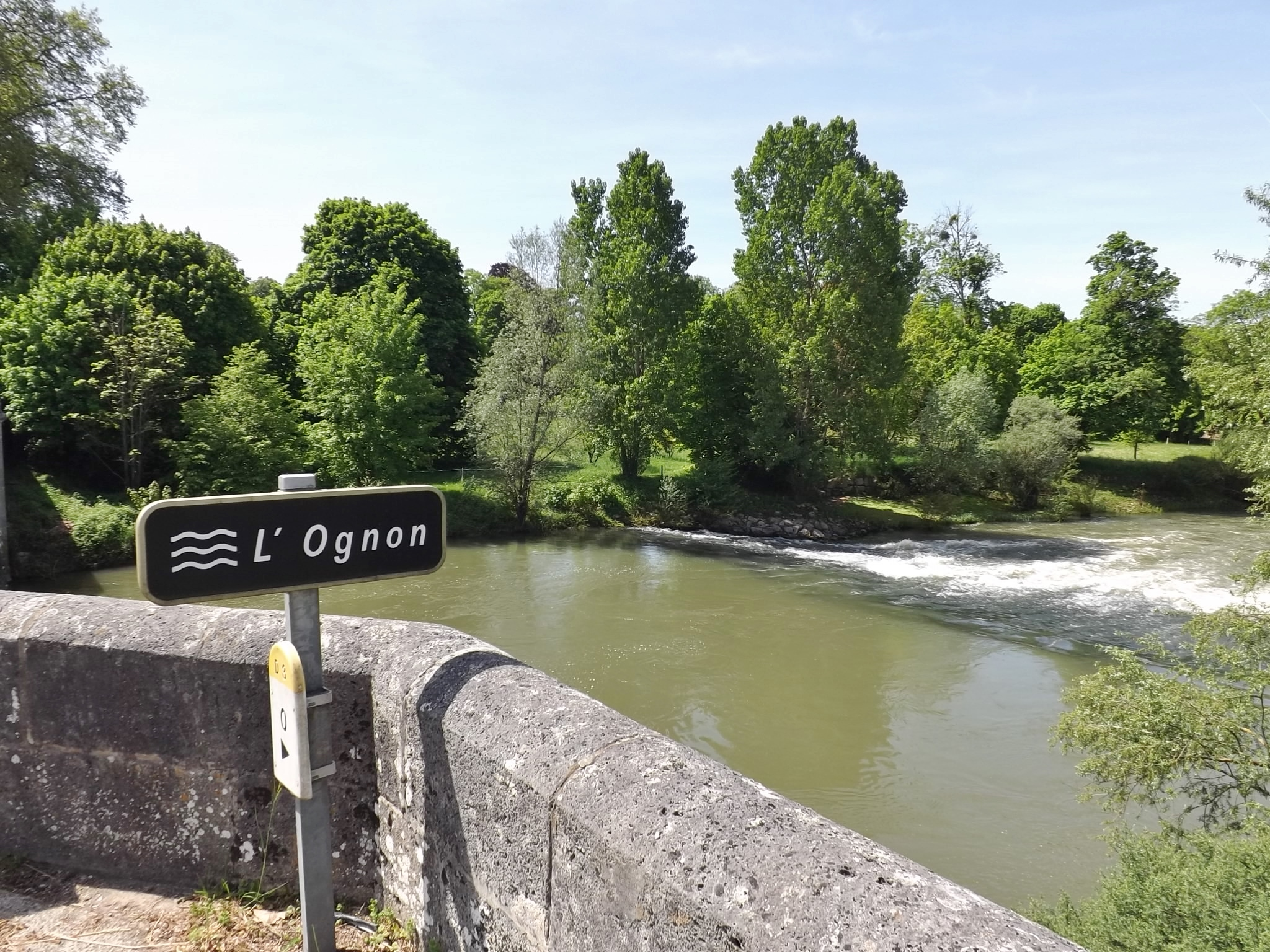
L'Ognon indiqué entre Étuz et Cussey.

Le nom ancien du cours d'eau était Lignon. Il évolua en Loignon. Ce n'est que tardivement qu'il devint Ognon. L'hydronyme Ognon a la même origine que Lignon (voir Lignon du Velay et Lignon du Forez, lequel s'est formé par agglutination de l'article le avec ognon (le ognon est devenu lignon). Ognon provient de l'union de deux racines préceltiques : od- qui signifie torrent et -onna qui se traduit par eau. Odonna ou Ognon = eau de torrent. Ce sont les mêmes racines qui ont donné naissance au nom des rivières Odon, Odet, Œil, et Œuf, ainsi que Ain[réf. nécessaire]. La rivière a également porté le nom homonymique d'Oignon, mais son usage a décliné depuis la deuxième moitié du XIXe siècle.

## Géographie

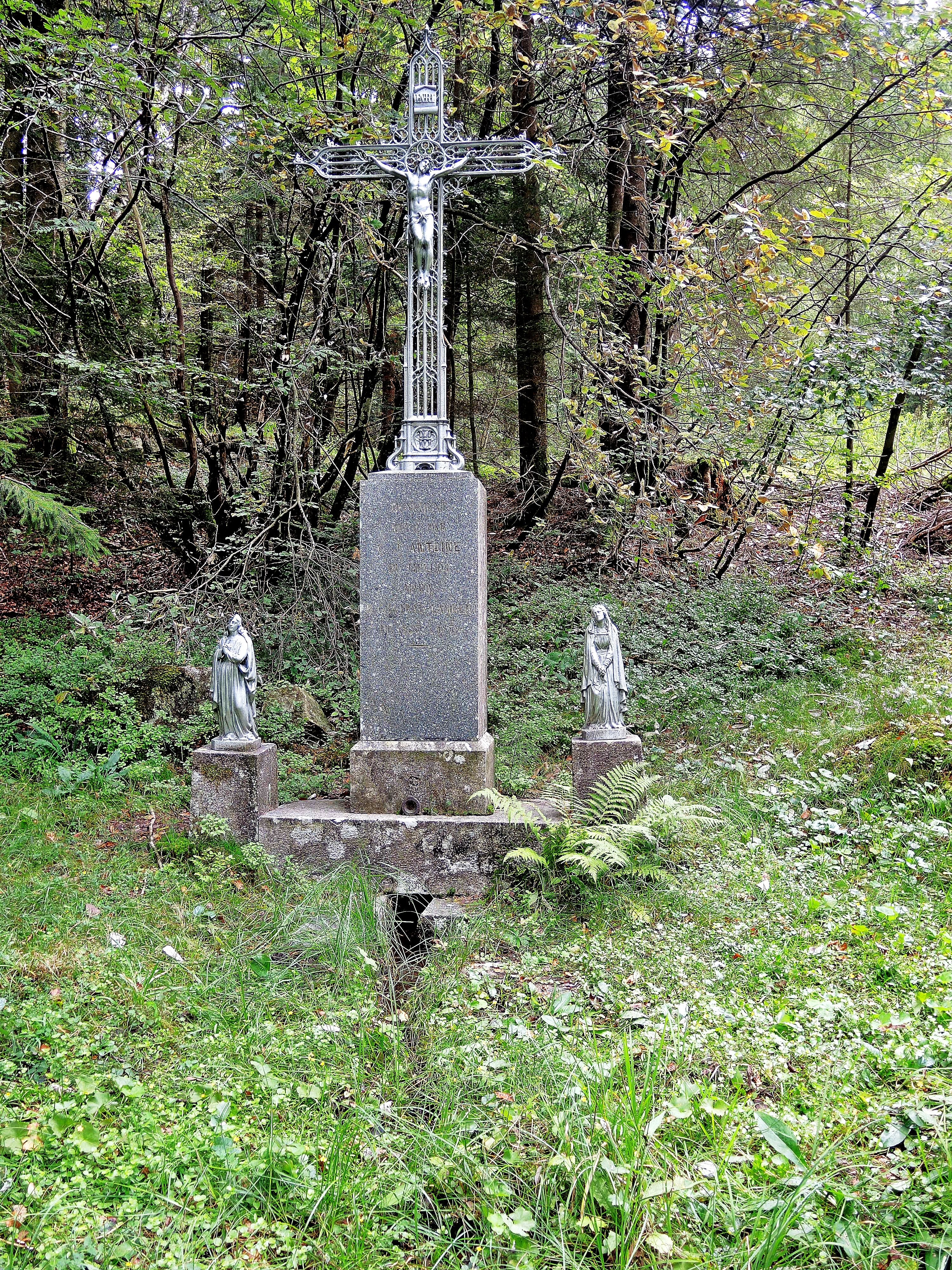
Château-Lambert. Calvaire à la naissance de l'Ognon.

De 213,7 km de longueur, il prend sa source à Château-Lambert, sur le versant sud du massif des Vosges (à 904 mètres d'altitude à la Tête des Noirs Etangs), et s'écoule essentiellement dans le département de la Haute-Saône, la seconde moitié de son cours servant de limite avec les départements voisins du Doubs puis du Jura. Ses derniers kilomètres sont en Côte-d'Or. Il se jette dans la Saône à Heuilley-sur-Saône, à une vingtaine de kilomètres au sud-ouest (en aval) de Gray (à 185 mètres d'altitude).

### Villes traversées

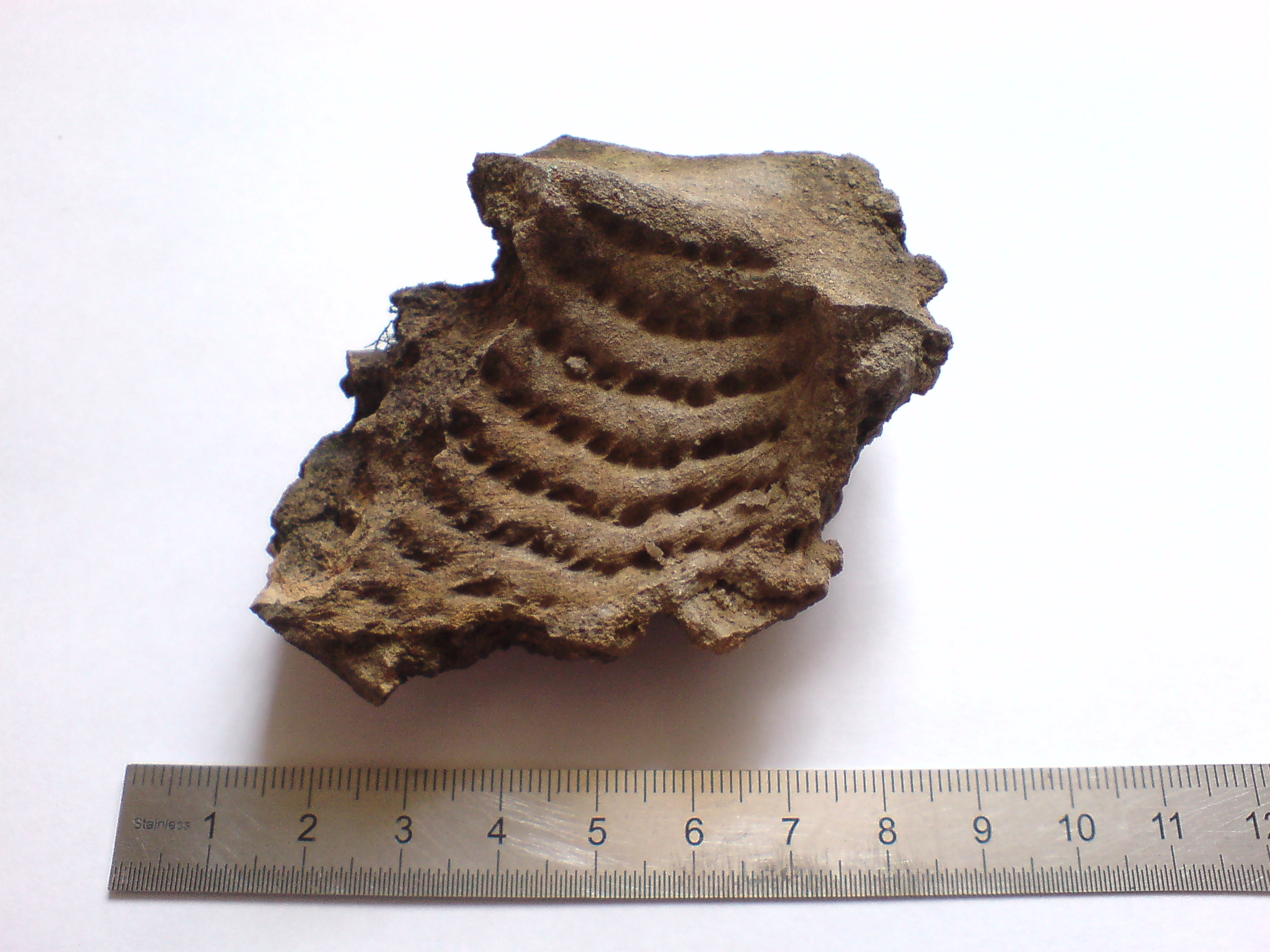
En amont de Bonnal résident quelques fossiles sur les berges.

L'Ognon arrose Servance, Mélisey, Lure, Villersexel, Montbozon, Marnay, Pesmes et conflue avec la Saône en amont de Pontailler.
Le Saut de l'Ognon, près de Servance, est un lieu touristique. Le canoë est pratiqué entre Villersexel et Bonnal ainsi qu'au pied du château de Marnay. Sur ce tronçon se trouvent également quelques fossiles.

### Communes traversées
Dans les quatre départements de la Côte-d'Or, du Doubs, du Jura, de la Haute-Saône, l'Ognon traverse quatre-vingt-dix-huit communes.

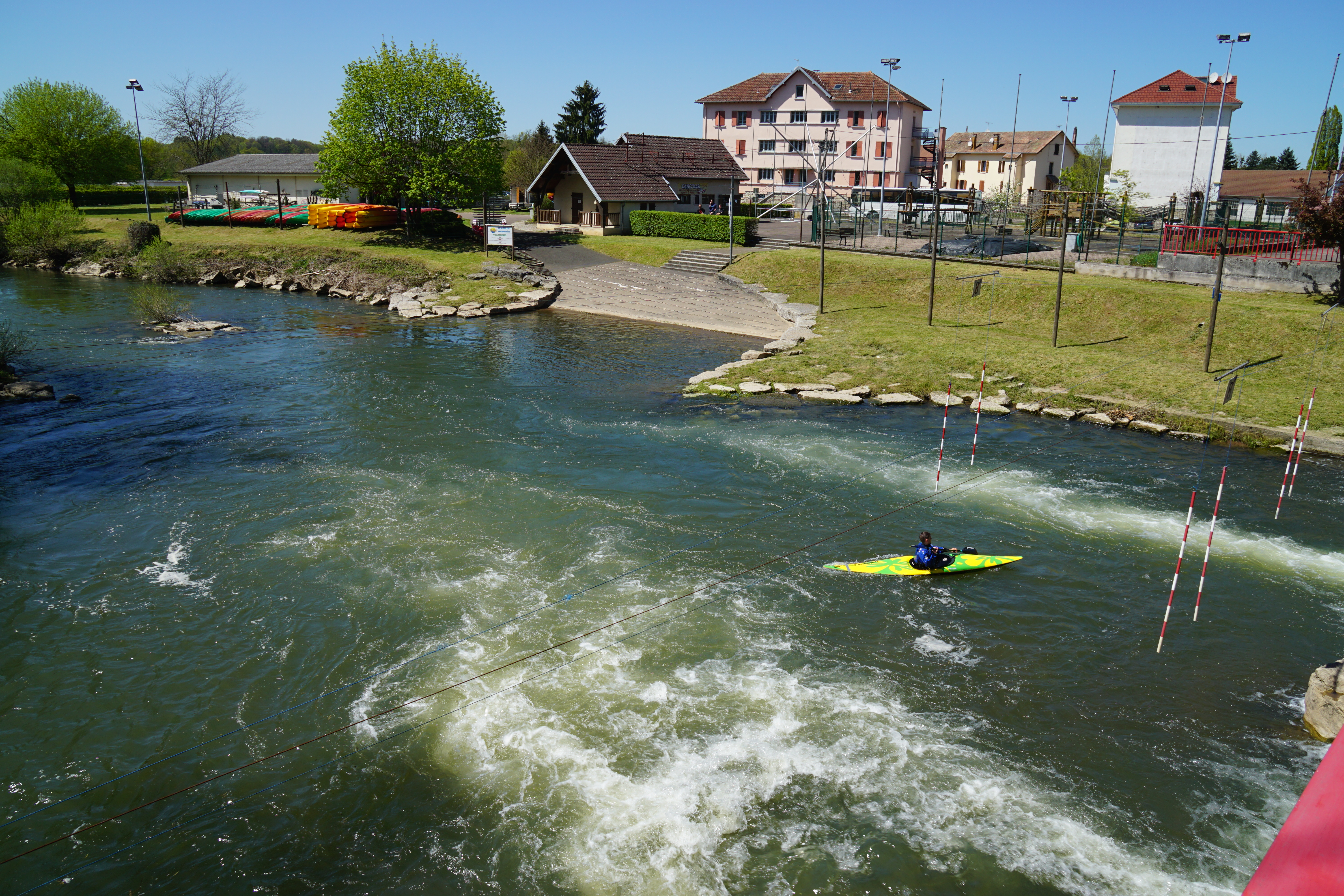
L'Ognon à Villersexel.
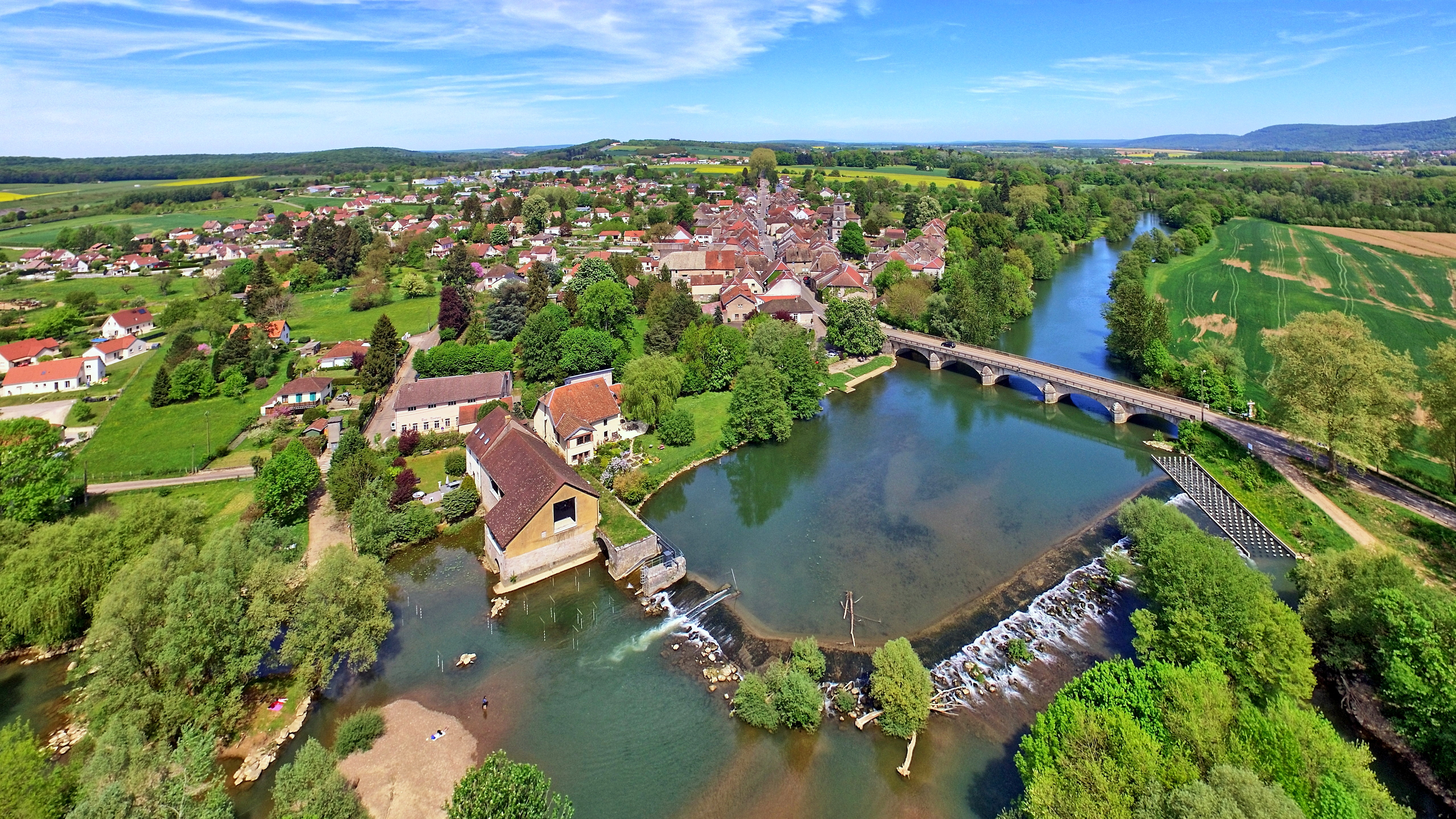
L'Ognon à Voray-sur-l'Ognon.
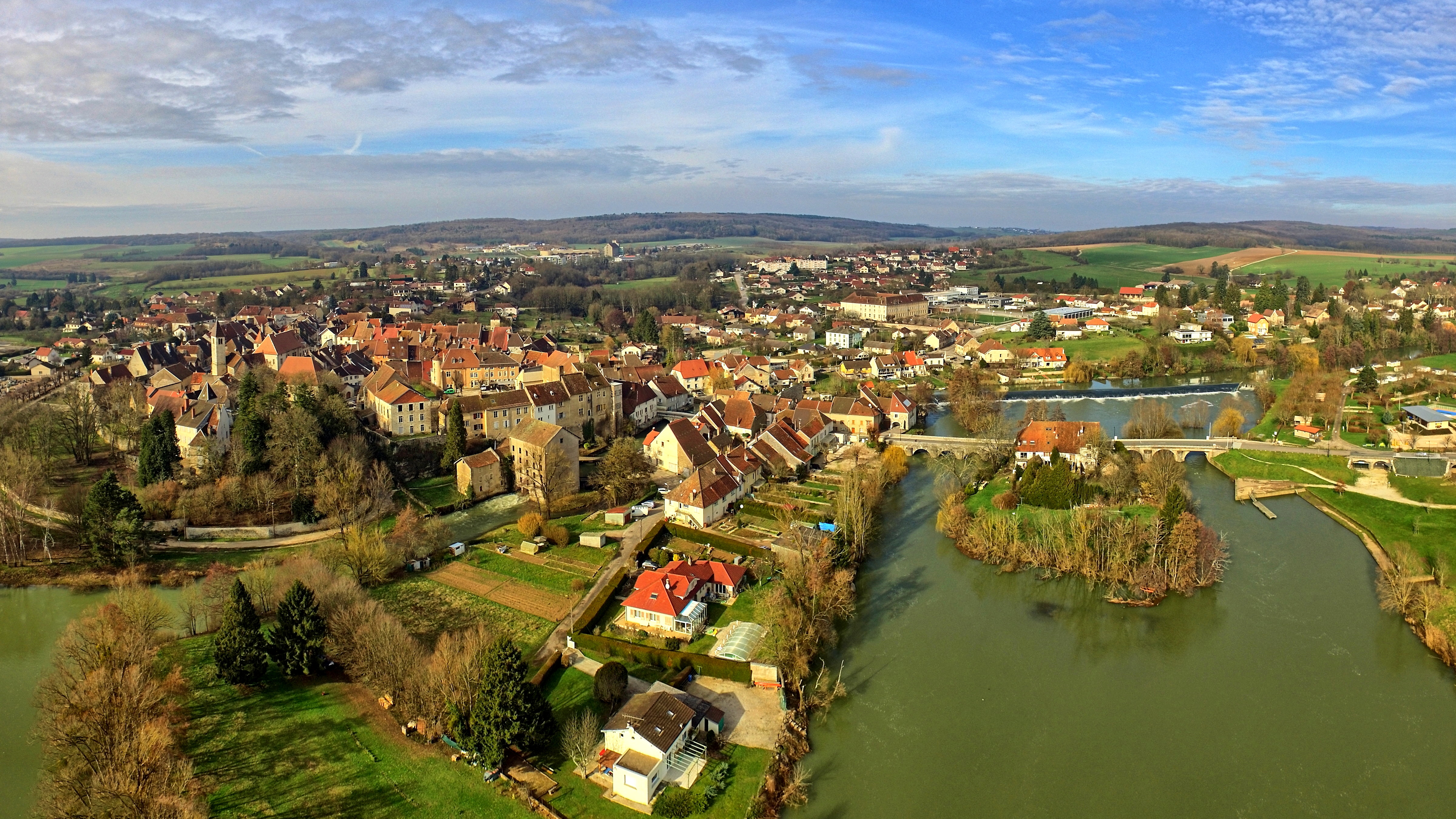
L'Ognon à Marnay.
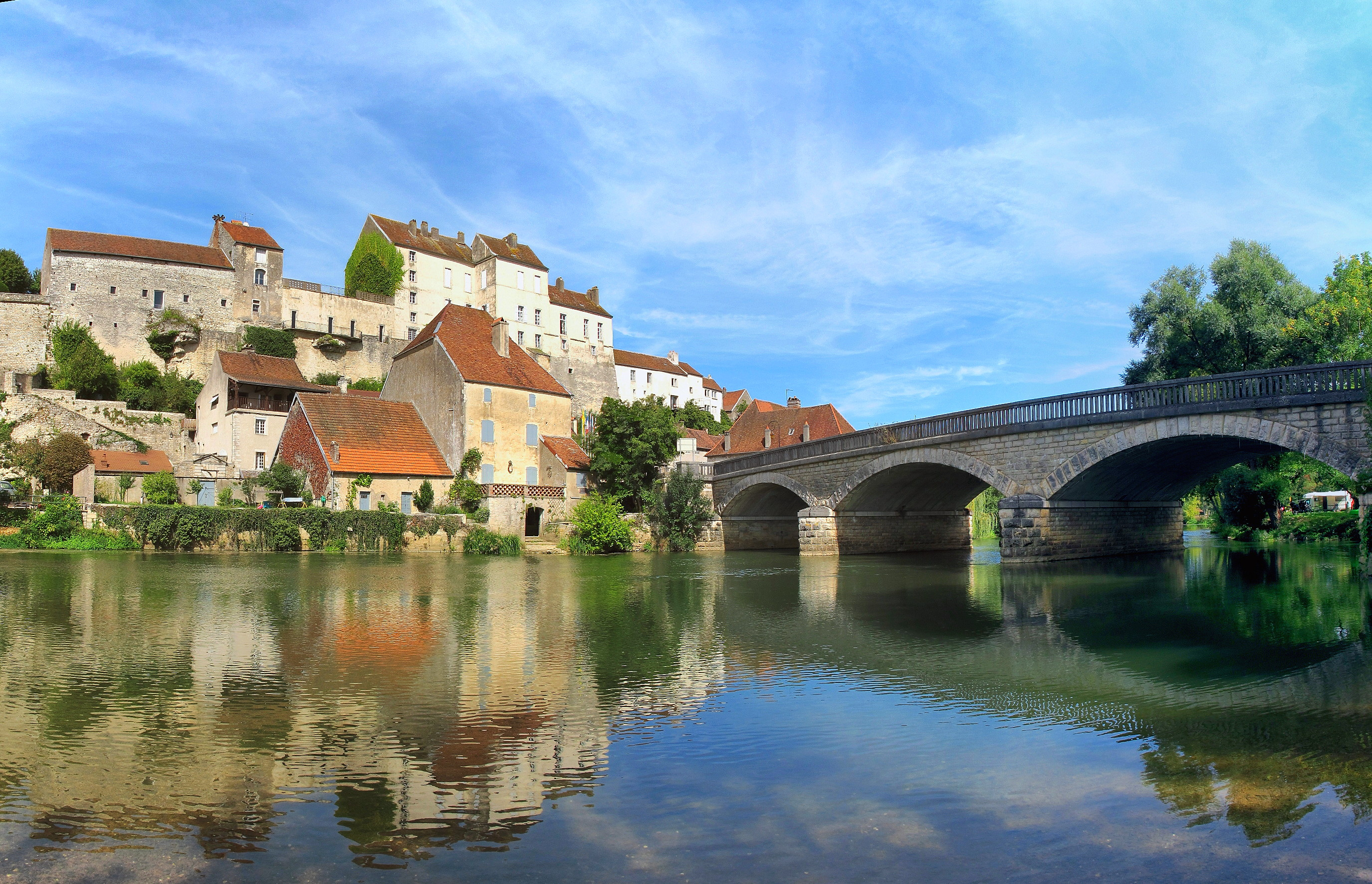
L'Ognon à Pesmes.

### Bassin versant
L'Ognon traverse neuf zones hydrographiques pour une superficie totale de 2 308 km2. Ce bassin versant est constitué à 49,08 % de « territoires agricoles », à 46,56 % de « forêts et milieux semi-naturels », à 4,10 % de « territoires artificialisés », à 0,26 % de « surfaces en eau ».

### Organisme gestionnaire
L'organisme gestionnaire est le Syndicat mixte d’aménagement de la moyenne et de la basse vallée de l’Ognon (SMAMBVO), fusion, le 1er janvier 2013, du Syndicat mixte d’aménagement de la basse vallée de l’Ognon, créé en 1971, et du Syndicat mixte d’aménagement de la moyenne vallée de l’Ognon, créé en 1969. Un second contrat de rivière est en cours d'élaboration en 2015 pour une durée de cinq ans.

## Affluents
L'Ognon a cinquante-trois tronçons affluents référencés dont les plus notables sont :
- le Rahin (rg[note 1]), 50,5 km[S 2] ;
- le Scey (rg), 20,4 km[S 3] (affluent : le Rognon, 18,8 km[S 4]) ;
- le Lauzin (rd), 19 km[S 5]
- la Linotte (rd), 17,5 km[S 6] ;
- la Tounolle (rd), 16 km[S 7] ;
- le Ruisseau de Recologne  (rg), 15,2 km[S 8] ;
- la Rèsie (rd), 14,5 km[S 9] ;
- la Buthiers (rd), 13,1 km[S 10] ;
- La Lanterne (rg), 12,4 km[S 11] ;
- le Ruisseau de Tallans (rg), 11 km[S 12] ;
- le Raddon (rg), 10,6 km[S 13] ;
- La Doue de l'Eau (rg), 10,3 km[S 14] ;
- Le Ruisseau de Peute-Vue (rg), 10,1 km[S 15] ;
- Le Ruisseau de la Vèze (rg), 9,5 km[S 16] ;
- La Corcelle (rg), 9,2 km[S 17] ;
- Le Ruisseau de Gouhelans (rg), 6,8 km[S 18] ;
- la Reigne (rd), 5,9 km[S 19] ;
- la Beune (rg), 3,9 km[S 20].
- le Ruisseau des Auxons, 6 km.

## Hydrologie

### L'Ognon à Pesmes

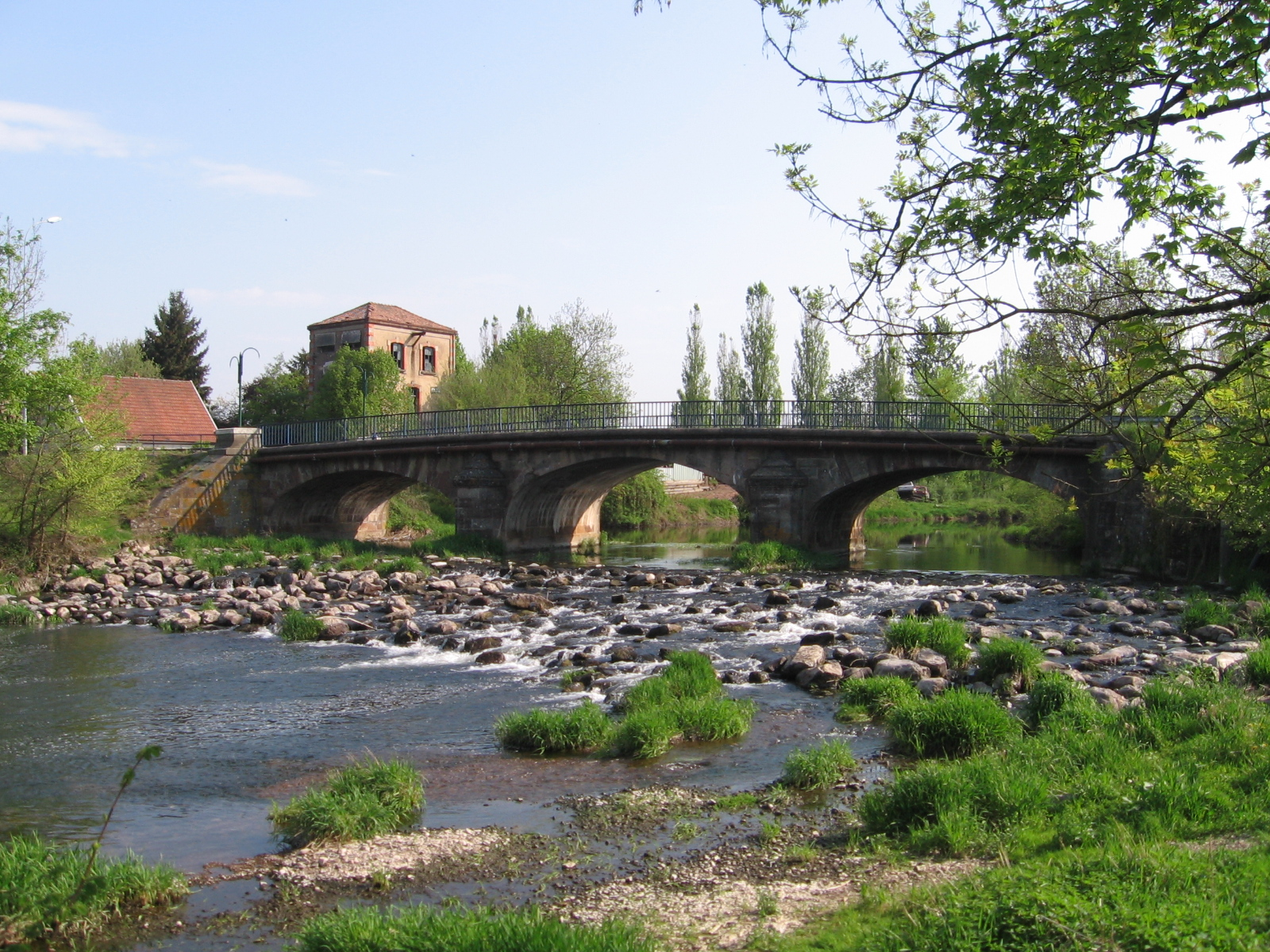
Pont sur l'Ognon à Lure.

Le débit de l'Ognon a été observé durant une période de 44 ans (1964-2007), à Pesmes, localité du département de la Haute-Saône, située à peu de distance de son confluent avec la Saône. À cet endroit, le bassin versant de la rivière est de 2 038 km2 sur un total de 2 075 km2, soit 98 % de la totalité.
Le module de la rivière à Pesmes est de 34,0 m3/s.
L'Ognon présente les fluctuations saisonnières de débit assez importantes et typiques de l'Est de la France, avec des crues d'hiver portant le débit mensuel moyen entre 50 et 57,5 m3/s, de décembre à mars inclus (maximum en janvier), et des basses eaux d'été de la mi-juin à la fin septembre, avec une baisse du débit moyen mensuel allant jusqu'au niveau de 9,6 m3/s au mois d'août (voir histogramme ci-dessus).

### Étiage ou basses eaux

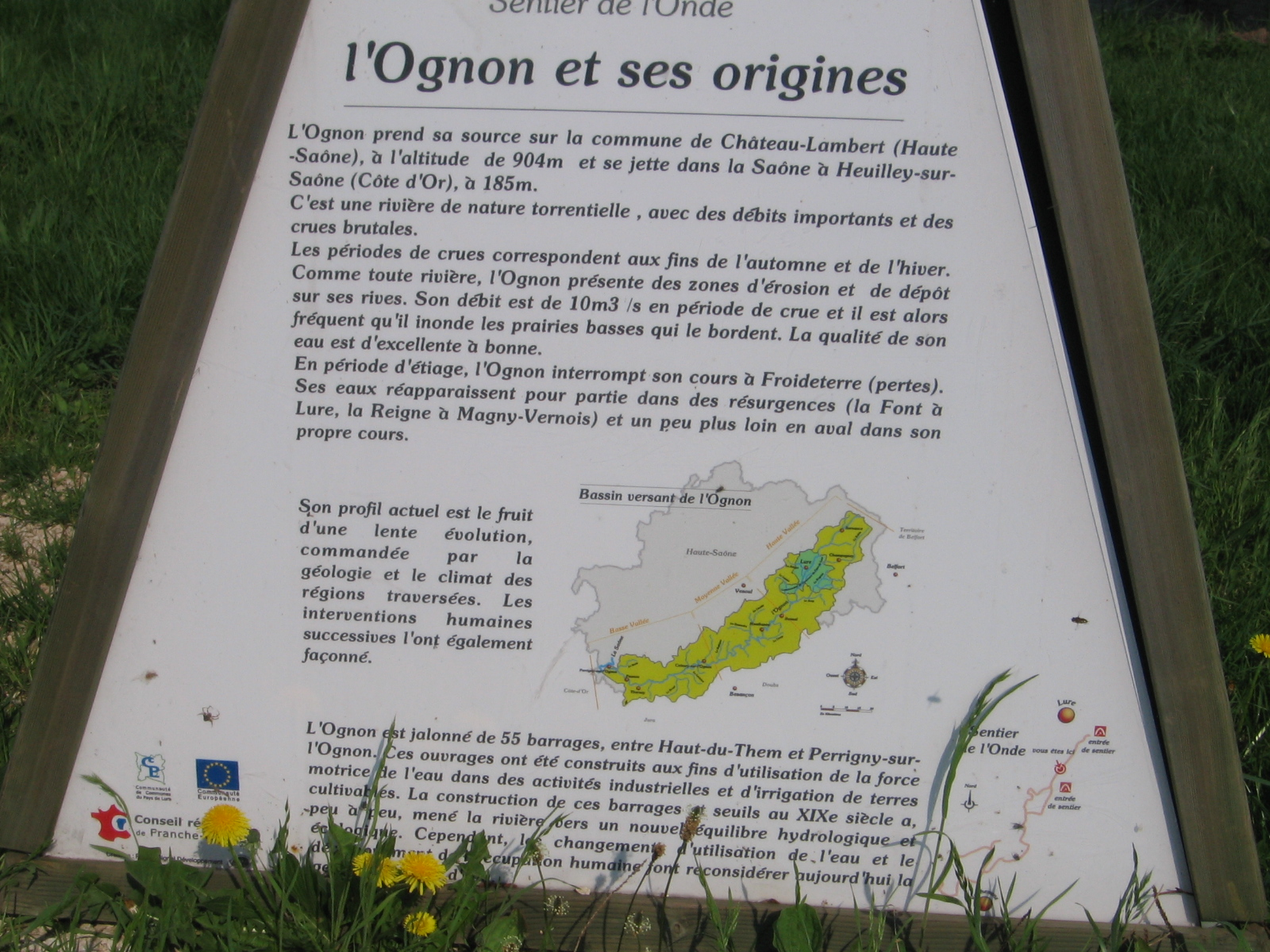
La communauté de communes du pays de Lure a placé des bornes informatives sur le cours de la rivière à Lure.

Le VCN3 peut chuter jusque 1,9 m3/s en cas de période quinquennale sèche, ce qui est très bas, voire sévère. Le débit minimum enregistré sur 3 jours consécutifs a été de 0,955 m3/s, mesuré entre le 5 et le 8 août 1971.

### Crues
D'autre part les crues sont souvent fort importantes. En effet, le débit instantané maximal enregistré a été de 434 m3/s le 28 mai 1983, tandis que la valeur journalière maximale était de 419 m3 par seconde le même jour de la même année. Les QIX 2 et QIX 5 valent respectivement 220 et 280 m3 par seconde. Le QIX 10 est de 330 m3 par seconde et le QIX 20 se monte à 370 m3/s. Quant au QIX 50, il est de 420 m3/s, soit près de la moitié de celui de l'Yonne par exemple. Si l'on compare la crue de mai 1983, il s'agissait d'une crue plus que cinquantennale, donc très exceptionnelle.
À titre de comparaison, le QIX 10 de la Marne aux portes de Paris vaut 510 m3/s, tandis que son QIX 50 est de 650 m3/s. On peut constater ainsi que le QIX 10 comme le QIX 50 de la rivière de faible importance que serait l'Ognon, valent près des deux tiers de ceux de la Marne à Paris.

### Lame d'eau et débit spécifique
La lame d'eau écoulée dans le bassin de l'Ognon est de 524 millimètres annuellement, ce qui est élevé, nettement supérieur à la moyenne d'ensemble de la France, mais également un peu supérieur à celle de l'ensemble du bassin versant de la Saône (501 millimètres/an à Lyon). Le débit spécifique (ou Qsp) se monte de ce fait à un solide 16,7 litres par seconde et par kilomètre carré de bassin.

## Curiosités et tourisme

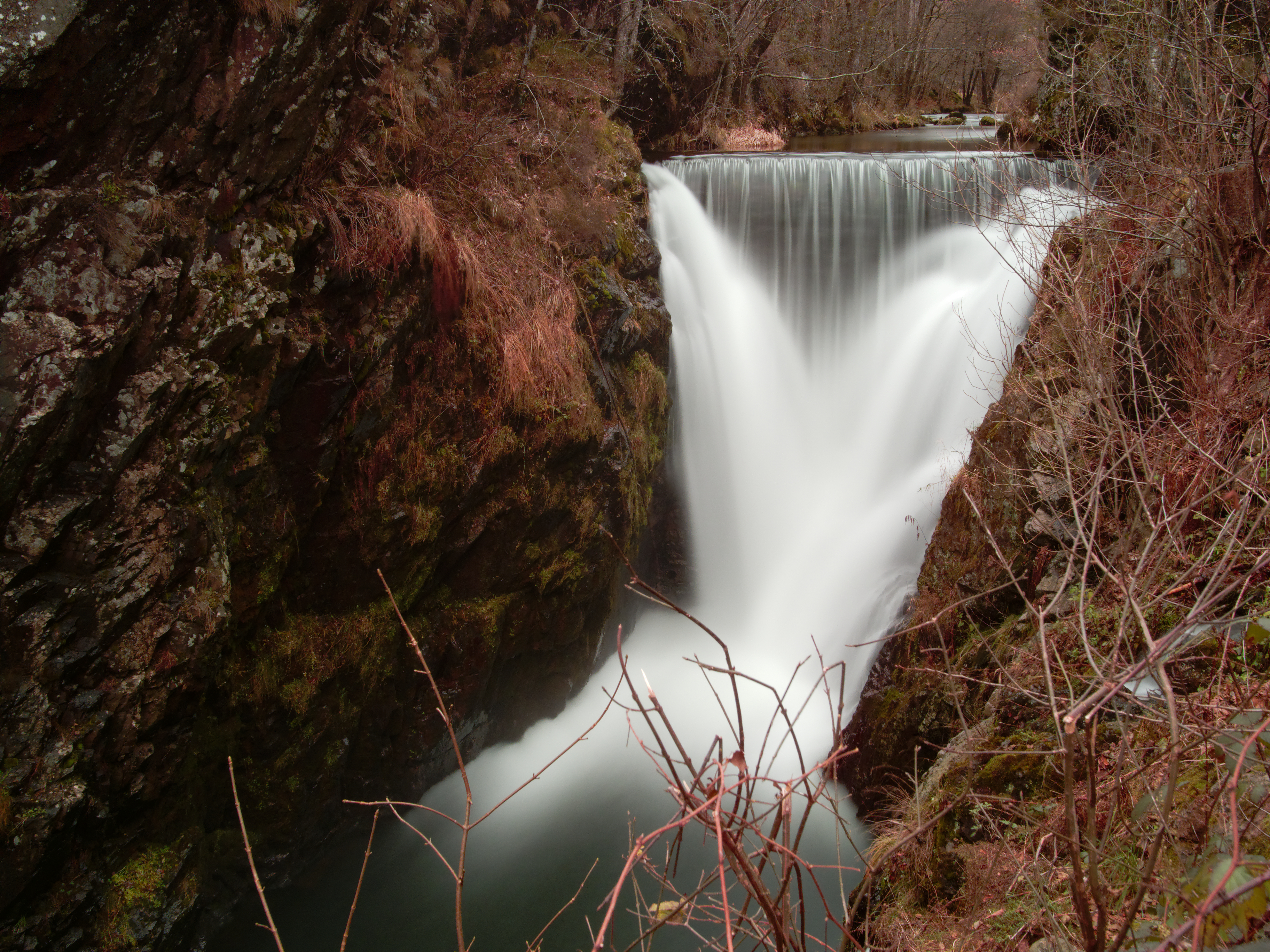
Saut de l'Ognon à Servance.

- Pesmes dans la Haute-Saône : remarquable petite bourgade ancienne et pittoresque (site classé). Fortifications médiévales avec tours et remparts (monument historique). Belles demeures anciennes. Château fort bien conservé (monument historique). Château des Forges du XIXe siècle. Maison Royale. Superbe église Saint-Hilaire avec nombreuses sculptures et autres trésors artistiques. Chapelle du Prieuré. Village fleuri, sports tout l'été, baignades, équitation, pêche, gîte communal, randonnées.
- Montbozon : belles maisons des XVIe siècle, XVIIe et XVIIIe siècles. Maison Rousselot (monument historique). Ancien couvent dominicain. Château de Montbozon du XVIIe siècle. Église de la Nativité de Notre-Dame, gothique du XVe siècle avec stalles du XVIe siècle et multiples chefs-d'œuvre artistiques. Fontaine du Cygne classée Monument historique. VTT, base nautique, canoë-kayak, gîte d'accueil.
- Villersexel : confluent de l'Ognon et du Scey. Église classique du XVIIIe siècle avec nombreuses œuvres d'art. Château des Grammont du XIXe siècle (monument historique). Hôpital de Grammont du XVIIIe, superbe parc de l'ancien château. Base de loisir, canoë-kayak, gîte d'accueil, équitation et poney-club.
- Lure : église Saint-Martin du XVIIIe siècle, avec chapelle du XVIe siècle et nombreuses œuvres d'art. Ancien hôpital Marie-Richard. Bâtiments abbatiaux du XVIIIe siècle avec voûte du XVIe siècle (monument historique). Résurgence de la Font-de-Lure. Étangs. Équitation, pêche.
- Heuilley-sur-Saône : église de l'Assomption dont le chœur date du XVe siècle. Chapelle Sainte-Anne du XVIIIe siècle. Maison de l'eau, de la pêche et de la nature (musée).
- Le Saut de l'Ognon, à Servance[5] : il s'agit d'un barrage en maçonnerie construit en travers d'une gorge étroite, laquelle perce un verrou glaciaire, et qui était destiné à fournir en eau — motrice, notamment — une installation de taille de pierre. L'amont de ce barrage est aujourd'hui rempli par les sédiments. La rivière se déverse par-dessus la crête du barrage et forme ainsi une cascade de treize mètres de hauteur. Lorsque le débit est faible, on distingue nettement les pierres appareillées du barrage derrière la chute, mais le reste du temps, l'illusion d'une cascade naturelle est parfaite. On voit encore en rive gauche l'ancien aqueduc creusé dans la roche, qui alimentait en eau la graniterie située 300 m à l'aval. L'aqueduc franchissait un vallon via un pont de bois. Cet aménagement hydraulique date du XIXe siècle.